# Amar V Salum Ould Mohammed
Amar V Salum Ould Mohammed fou emir de Trarza (1886-1891). Era fill de Mohammed Al-Habib i va succeir a Mohammed Fal Ould Sidi al que va assassinar.
Amar Salum es va revoltar al començament de 1886 contra el seu nebot Mohammed Fal Ould Sidi, a qui va aconseguir derrotar aquell mateix desembre, però no el va poder agafar. Llavors el va atreure amb falses promeses al seu campament i el va matar a trets a la nit. Tots els fills i nets dels seus germans eren joves i cap li podia disputar el govern. Tenia el suport dels Oulad Daman (els seus cosins eren els xeics de la fracció en aquell moment), però els Oulad Ahmed ben Daman que no l'afavorien, no tenien cap candidat viable.
Va reforçar el seu poder amb enllaços matrimonials amb dones dels Oulad Daman, primer amb Fatma Ment Belkharas, i després amb Fatma Ment Mohammed Ould Sid Ahmed, el xeic dels Ouled Daman. Però aquests lligams als Oulad Daman li allunyaven cada cop més als Oulad Ahmed ben Daman.
Amar Salum va viure en bones relacions amb els francesos de Saint Louis del Senegal, que van pensar en ell per fer operacions de diversió contra els aliats amures dels rebels tuculors; se'l va subvencionar per atacar Bakar Ould Soueïd Ahmed, emir des Idou Aïch de Tagant, que de 1889 a 1891 va donar asil a Abdul Bou Bakar, almamy de Bosséa, i a Ali Bouri, burba del Djolof, i per donar suport a la conquesta francesa del Futa Toro, tot i que per les seves dificultats internes no va ser de gran ajut. Va fer algunes ràtzies contra els Ida Ou Aïch, però va haver de retornar aviat.
El seu rival més perillós era el seu jove nebot Ahmed Salum, fill de l'emir Ali Diombot Ould Mohammed del que Amar V es malfiava i que havia obtingut els serveis del visir Khayaroum. Ahmed Salum va anar a Saint Louis del Senegal a l'inici del 1891 i va demanar el protectorat francès al governador. L'emir, per por que el seu rival fos reconegut, va fer la mateixa demanda. El governador Henri Félix de Lamothe va decidir resoldre la qüestió personalment i se'n va anar a Richard Toll on va citar a les dues parts. Però Amar V, enganyat per Khayaroum, no hi va anar i el governador igualment enganyat pels falsos informes de Khayaroum va declarar que França ja no reconeixia a Amar V Salum com emir i que la seva protecció i subsidis passarien a Ahmed Salum. Aquest va recollir els subsidis obtenint també alguns axuliars que li va donar el cap del Waalo, Yamar Ndiadié, amb els quals va constituir una mehalla que li va servir per saquejar alguns campaments favorables al seu cosí.
Privat del suport francès, Amar V Salum no va tardar a ser abandonat pels Oulad Ahmed ben Daman. Khayaroum (els serveis del qual a Ahmed no eren públics) es va passar oficialment al nou emir amb la seva fracció i van seguir molts més. Amb el suport general Ahmed Salum II fou proclamat emir al setembre de 1891. L'octubre va signar un tractat amb França que establia la llibertat de comerç i era reconegut pels francesos que li pagarien una subvenció.
Amar V va resistir i va lliurar diversos combats però cap de decisiu fins que al setembre de 1893 Amar fou reconegut a la riba de la mar a Goueïch. Va intentar fugir durant l'escaramussa però atrapat pel visir Khayaroum i els seus homes i mort d'un tret que va disparar Mohammed ould Souidi Al-Mokhtar ould Droïga dels Oulas Seyid, a la platja de Djioua (14 de setembre de 1893). En endavant Ahmed Salum ja no va tenir oposició.